# Veritas RS III
Pour les articles homonymes, voir Veritas et RS3.
La Veritas RS III est un concept car de supercar de 2009, du constructeur automobile allemand VerMot AG, produit en hommage à la première Formule 1 allemande Veritas RS (en) de 1949 de Veritas.

## Historique
L'entreprise allemande VerMot AG, de Grafschaft en Rhénanie-Palatinat, tente dans les années 2000 de faire revivre la marque Veritas (1947-1953) en mémoire en particulier de ses Veritas RS (en) et Veritas Meteor de compétition, à base de moteur de BMW 328.

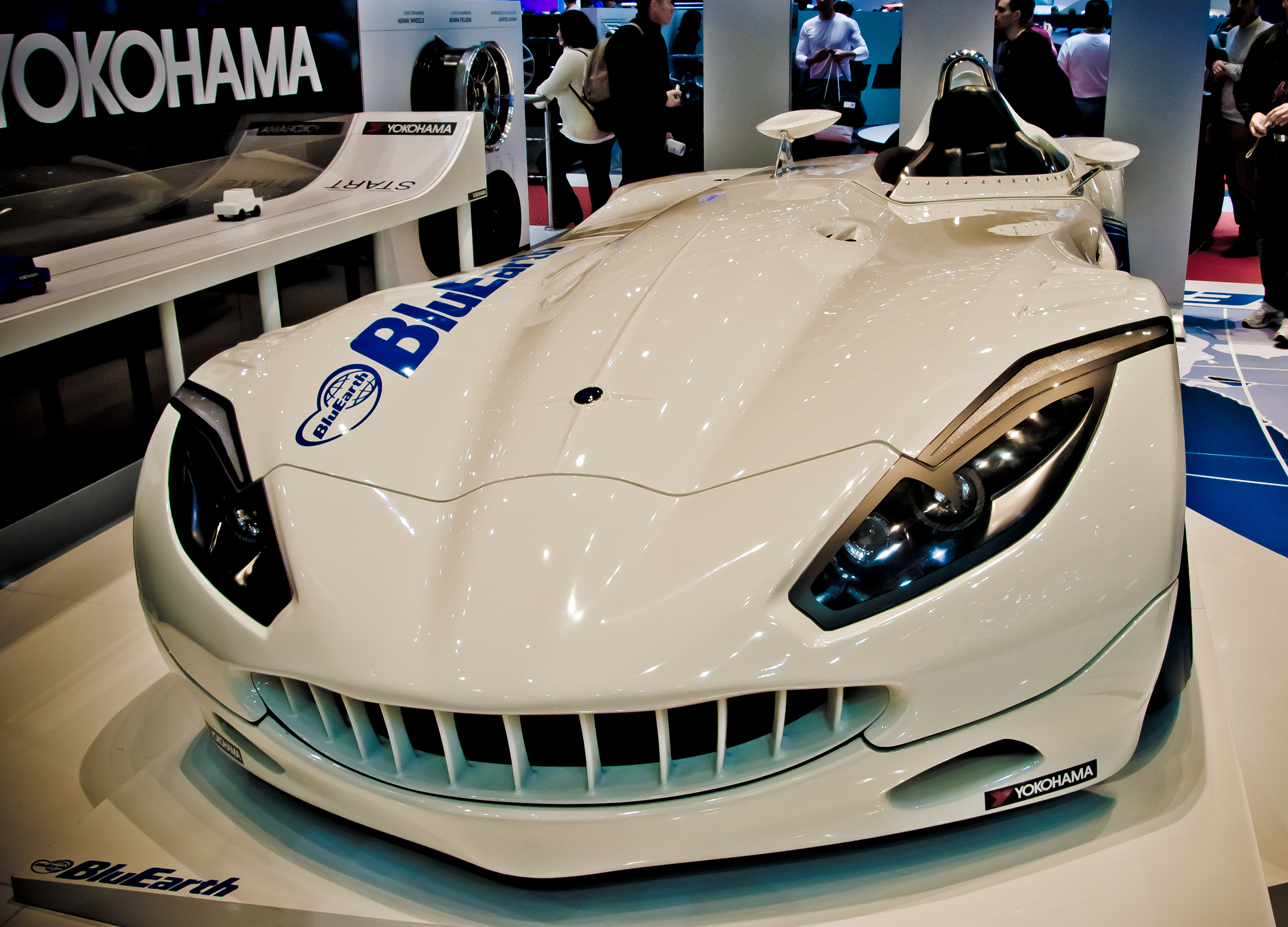
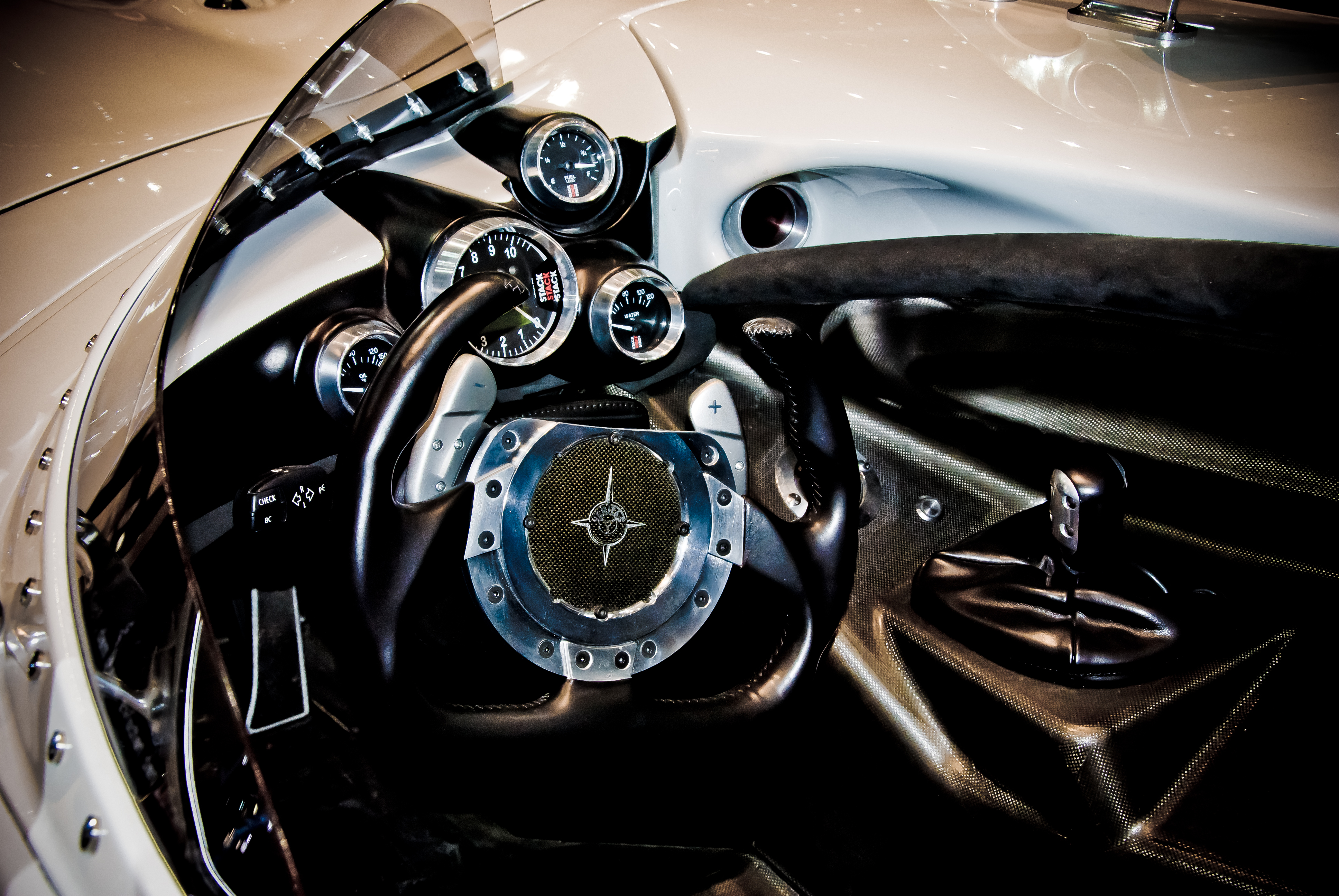
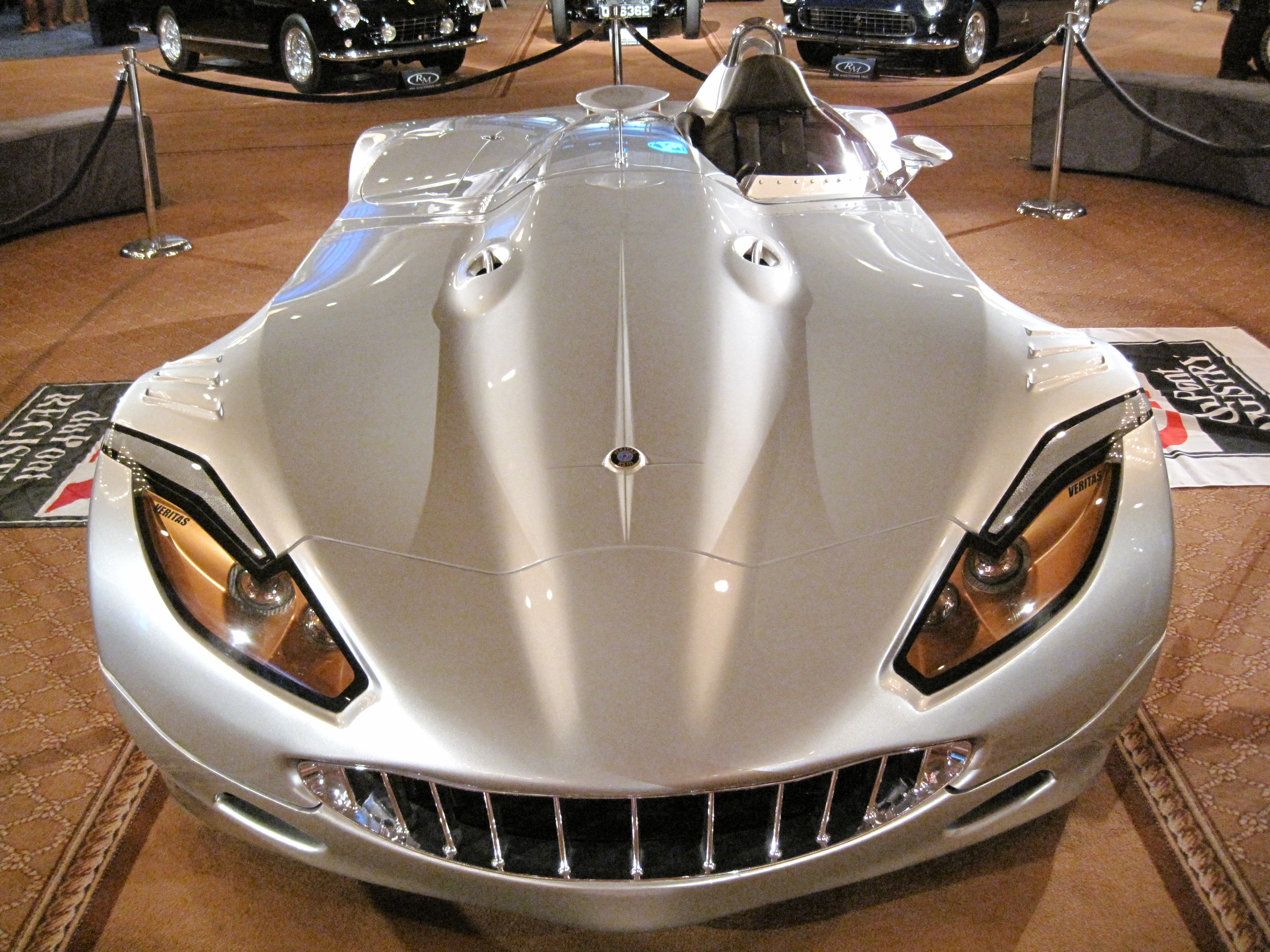

À l'image des Veritas Scorpion de 1949, ou des Dodge Viper, le design néo-rétro de la carrosserie barchetta Veritas RS III est inspiré des formes bioniques d'une vipère. Elle reprend le moteur V8 de 480 ch des BMW M3 ou le moteur V10 de 600 ch des BMW M5 et M6 ou encore le moteur V12 de 670 ch des BMW Série 8 I. 
Après une longue phase de développement, le concept car de présérie ne pesant que 1 080 kg est présenté à partir de 2009 dans diverses manifestations, mais la petite série de trente exemplaires prévue à l'origine ne semble pas à ce jour être entrée en production. Plus récemment, le constructeur a travaillé sur une version hybride, avec un moteur électrique sur le train avant. Le lancement d'un coupé fermé était également prévu en 2014. Ce modèle a été abandonné par Arthur Dacunha qui en 2014 a repris les rênes de l'entreprise produisant la Veritas RS III.